# Edchera
Edchera (en árabe: الدشيرة‎, en lenguas bereberes: ⴷⵛⵉⵔⴰ)es una comuna de la ubicada en la República Árabe Saharaui Democrática, en la zona ocupada por Marruecos, del Sáhara Occidental.
En 1958, en época del Sahara español, se libró la batalla de Edchera.